# حسان لالماس
حسان لالماس (انگلیسی: Hacène Lalmas; ۱۲ مارس ۱۹۴۳ – ۷ ژوئیهٔ ۲۰۱۸) بازیکن فوتبال اهل الجزایر بود.
از باشگاه‌هایی که در آن بازی کرده‌است می‌توان به باشگاه فوتبال شباب بلوزداد و باشگاه فوتبال نصر حسین دای اشاره کرد.
وی همچنین در تیم ملی فوتبال الجزایر بازی کرده‌است.